# Yaphet Kotto (musikgrupp)
Yaphet Kotto var ett amerikanskt emoband som bildades 1996 i Santa Cruz, Kalifornien. Bandet splittrades 2005.

## Medlemmar
- Casey Watson – gitarr, sång (1996–2005)
- Mark Green ("Mag Delana") – gitarr, sång (1996–2005)
- Luke Clements – trummor (1996)
- Pat Crowley – basgitarr, sång (1996–2000)
- Paul Cameron – trummor (1997–1998)
- Scott Batiste – trummor (1999–2002, 2003–2005)
- Keith Miller – basgitarr (2000)
- Chris Story – basgitarr (2000–2002)
- Jose Palafox – trummor (2002–2003)
- Austin Barber – basgitarr, sång (2002–2005)

## Diskografi
Studioalbum
- 1999 – The Killer Was in the Government Blankets
- 2002 – Syncopated Synthetic Laments for Love
- 2003 – Yaphet Kotto / This Machine Kills / Envy (delad album)
- 2004 – We Bury Our Dead Alive

EP
- 2000 – Yaphet Kotto / Suicide Nation (delad EP)
- 2003 – European Tour 12"
- 2008 – Unreleased

Singlar
- 1998 – "Yaphet Kotto"
- 2002 – "Usual Suspects" / "According to History"